# 鈴木藤賢
鈴木 藤賢（すずき ふじかた、? - 天明4年7月23日（1784年9月7日））は、江戸時代の幕臣、後に薩摩藩士となる。諱は藤賢。通称は弥藤次。豊後国中津藩藩主の奥平昌高の外祖父。家格は一代新番（供目附、小納戸役はともに6人賄料以上10人賄料未満の役であるため）。
薩摩藩に真影流（直心影流）剣術を伝え、剣術師範となった。また関口流（関口新心流）柔術も指導した。柔術家としての側面はあまり有名ではないが、子の藤行に剣術同様に相伝しており、藤行は代理人を通して1790年（寛政2年）に藩に真影流剣術の由来及び関口流柔術の由来書を差し出している。

## 経歴
下野国烏山（現 栃木県那須烏山市）に鈴木理左衛門の次男として生まれた。兄の鈴木藤興（鈴木柔次郎）が関口流柔術の長岡英興（長岡八郎兵衛）の門人であったので江戸に上り、英興の門人となって関口流柔術を学ぶ。柔術については同じく門人であった兄や坪川圓蔵からも指導を受ける。また直心影流第8代・長沼国郷より直心影流剣術を学ぶ。元々は幕臣であったが、竹姫が島津氏に輿入れする際に従い、薩摩藩士となった。
島津重豪が藩主の代に江戸定府となって守殿の役人となり、安永年間に供目附になり、のちに島津斉宣の御抱守となる。
『三州御治世要覧』の「当時御役人」（1778年（安永7年）10月2日のもの）に「御抱守 小納戸役格 鈴木弥藤次」の名がある。1773年（安永2年）に造士館とともに稽古所（のちに演武館）が完成すると剣術師範の一人となる。後に鹿児島に移住する。
薩摩藩では、真影流（直心影流）剣術は代々鈴木氏が継承して藩内に大いに広まり、鈴木家の道場は「鈴木殿の稽古」（すずっどんのけこ）と呼ばれ畏敬され、西南戦争で道場が焼失するまで続く。
1784年（天明4年）7月23日、死去。法号は秋光院松巌良柏居士。墓は松原山南林寺の源舜庵東南の新墓地にあった。墓石は五輪石であったという。

## 系譜
- 父：鈴木理左衛門
- 母：不詳
- 妻：早川兼猶の娘
- 子女
  - 嫡男：鈴木藤行 - 鈴木門十郎。真影流剣術及び関口流柔術を相伝し、指南した。また1810年（文化7年）から1820年（文政3年）の間、諸縣郡綾郷地頭となる。藤行の子孫、鈴木弥藤次は1851年（嘉永4年）に藩主・島津斉彬に剣術を上覧した。また『新薩藩叢書三』では子孫を鈴木理左衛門とする。
  - 女子：島津重豪側室 - 中津藩主となった奥平昌高の生母である。公式には昌高は市田氏の子とされた。